# Одеська бригада тралення
Оде́ська брига́да тра́лення — спеціальне формування Чорноморського військово-морського флоту Української Держави, створене у 1918 році для проведення операції тралення узбережжя Чорного моря поблизу Одеси.

## Створення
6 липня 1918 року за наказом адмірала А. Г. Покровського, капітан першого рангу О. О. Гадд сформував бригаду тральщиків. Адже постала необхідність розмінування одеської морської акваторії для налагодження морських торгових перевезень як українським торговельним флотом (дивіться «Торговельний флот УНР») так і іноземними учасниками морських транспортних послуг.

## Бойовий склад бригади
Наказ по Морському Відомству, а саме за ч. 350, оголосив корабельний та офіцерський склад Одеської бригади тралення:
- Канонерський човен — 2;
- Тральщик — 20.

## Організаційна структура
Бригада організаційно складалася з трьох дивізіонів:
- 1-й дивізіон — командир — лейтенант Опанасенко;
- 2-й дивізіон — командир — лейтенант Кривицький;
- 3-й дивізіон — командир — старший лейтенант Благовіщенський;

Командувачем Одеської бригади тралення призначили капітана I рангу О. Гадда.
Після закінчення Одеської операції тралення, частину тральщиків передали українському торговельному флоту.